# Menkyo
Menkyo (免許) er et japansk begreb, der betyder 'licens'. Begrebet refererer til uddannelsessystemet for udøvere inden for forskellige klassiske japanske kampsystemer, koryu og kobudo, med henblik på at fastholde traditioner inden for den pågældende skole (ryū eller ryūha). Menkyo-systemet kan dates tilbage tidsperioden før Meiji-restaurationen (før 1868).

## Koryū Tradition
Menkyo-system overleverede således traditioner i og fra samuraiens levetid.
Selvom systemet almindeligvis blev anvendt inden for de klassiske japanske kampsystemer blev systemet også anvendt inden for andre områder så som kunstmaleri, sumi-e, te-ceremonier, chado, blomsterarrangementer og kalligrafi, shodo.
Forskellige koryū-skoler anvendte forskellige licenssystemer, hvor et af systemerne indeholdt følgende licenser:
- Okuiri
- Mokuroku
  - Shomokuroku
  - Gomokuroku
- Menkyo
- Menkyo kaiden: Efter ca. 30 års erfaring.

## Menkyo Kaiden
Menkyo kaiden (免許皆伝) er et japansk begreb, der kan oversættes med 'licens af den totale transmission.' Denne licens blev brugt af den klassiske skole (koryū ryū) i forbindelse med, at den pågældende elev havde lært alle aspekter og dimensioner inden for sin tradition.
I menkyo-systemet er menkyo kaiden således det højeste licens-niveau. Avancementet inden for licenssystemet er ikke afhængigt af hvor mange år, der er blevet brugt på at lære, men hvor godt eleven behersker traditionen som helhed.
Menkyo-systemet har stadigvæk relevans inden for japanske kampsystemer, fx Kendo/Kenjutsu.